# مشعلية حجرية
مشعلية حجرية (الاسم العلمي: Aethionema saxatile) هي نوع من النباتات تتبع جنس المشعلية من الفصيلة الصليبية.